# Congosorex polli
Congosorex polli är en däggdjursart som först beskrevs av Heim de Balsac och Lamotte 1956.  Congosorex polli ingår i släktet Congosorex och familjen näbbmöss. IUCN kategoriserar arten globalt som otillräckligt studerad. Inga underarter finns listade i Catalogue of Life.
Denna näbbmus hittades bara i provinsen Kasaï i Kongo-Kinshasa. En individ fångades i en regnskog längs en flod.